# Rubens de Falco
Rubens de Falco da Costa (19 de octubre de 1931 - 22 de Febrero de 2008) fue un actor brasileño mejor conocido por su trabajo en telenovelas, específicamente por su interpretación de un propietario de esclavos en la telenovela de 1976, Escrava Isaura (La esclava Isaura) y la de 1986. telenovela Sinhá Moça (Pequeña señorita).

## Carrera
Comenzó su carrera como actor en el teatro local. En 1955, integró el grupo "Os Jograis", de São Paulo, y actuó junto a actores como Ruy Afonso, Italo Rossi y Felipe Wagner. Debutó en el cine en 1952 en la película Apassionata, de la "Companhia Cinematográfica Vera Cruz".
En televisión, tuvo papeles destacados en telenovelas como O Rei dos Ciganos (1967), A Rainha Louca (1967), O Passo dos Ventos (1968), Gabriela (1975), O Grito (1975), Escrava Isaura (1976), Doña Xepa (1977), A Sucessora (1978) y Sinhá Moça (1986).
Quizá su trabajo más conocido llegó en 1976, cuando interpretó al cruel villano Leôncio Almeida, un poderoso hacendado y despiadado dueño de esclavos en la telenovela Escrava Isaura. El personaje de De Falco, Leôncio Almeida, se enamora de una de sus esclavas, interpretada por la actriz brasileña Lucélia Santos.
Escrava Isaura fue muy bien recibido a nivel mundial y se convirtió en un éxito en África, Europa del Este y América Latina. Escrava Isaura fue la primera telenovela emitida en Polonia y la Unión Soviética y se convirtió en la primera serie de televisión en emitirse en China con actores extranjeros en el papel principal. Rubens de Falco, quien interpretó a Leôncio Almeida como uno de sus villanos característicos, fue llamado "el gran villano del drama televisivo brasileño" por Lucélia Santos.
En 1978, protagonizó la telenovela La sucesora con Susana Vieira; al año siguiente, migró a la TV Tupi y protagonizó la telenovela Gaivotas; participó en la fallida producción Drácula, pero esta telenovela fue cancelada. Al año siguiente fue retomada en TV Bandeirantes con el nombre de Um homem muito especial.
En 1981, obtuvo el personaje de un inmigrante italiano en la telenovela Os Imigrantes. En 1982, participó en la telenovela venezolana La Bruja, con Flor Núñez y Daniel Lugo.
En 1984, regresó a TV Globo y participó en la miniserie Padre Cicero.
Volvió a interpretar a un poderoso hacendado y despiadado dueño de esclavos, el cruel villano Barón de Araruna en la telenovela de 1986, Sinhá Moça junto a Lucélia Santos, quien interpretó esta vez a su hija rebelde.
El último papel televisivo de De Falco fue como Almeida en 2004 en la nueva versión de RecordTV de A Escrava Isaura, y su último papel cinematográfico fue como el diputado Ernesto Alves en 2008 en Fim da Linha.

## Muerte
Rubens de Falco murió el 22 de febrero de 2008 de insuficiencia cardíaca en el Centro CIAI para Ancianos en São Paulo, Brasil. No estaba casado y no tuvo hijos.

## Filmografía
| Año  | Título                         | Role                   | Notas                         |
| ---- | ------------------------------ | ---------------------- | ----------------------------- |
| 1952 | Apasionada                     |                        |                               |
| 1953 | Esquina da Ilusión             |                        |                               |
| 1954 | Floradas na Serra              |                        |                               |
| 1957 | O Capanga                      |                        |                               |
| 1957 | O Pão Que o Diabo Amassou      |                        |                               |
| 1959 | Moral en Concordata            | Narrador               | Voz                           |
| 1966 | Engraçadinha Depois dos Trinta |                        |                               |
| 1966 | Essa Gatinha é Minha           |                        |                               |
| 1968 | O Homem Que Comprou o Mundo    |                        |                               |
| 1969 | Tiempo de violencia            |                        |                               |
| 1969 | O Impossível Acontece          |                        | (segmento "Eu, Ela eo Outro") |
| 1970 | Anjos y Demonios               | Fiscal                 |                               |
| 1971 | Uma Pantera en Minha Cama      |                        |                               |
| 1972 | Misión: Matar                  | Juan Dorcas            |                               |
| 1972 | A Difícil Vida Fácil           | Ricardo                |                               |
| 1973 | Café na Cama                   | Flavio                 |                               |
| 1974 | O Mau Carater                  |                        |                               |
| 1975 | O Sosia da Morte               | Narciso                |                               |
| 1975 | O Homem da Cabeça de Ouro      |                        |                               |
| 1975 | Nós, Os Canalhas               |                        |                               |
| 1975 | Deixa, Amorzinho. . Deixa      |                        |                               |
| 1977 | Este Río Muito Louco           |                        | (segmento "Fátima Todo Amor") |
| 1978 | Coronel Delmiro Gouveia        | Delmiro Gouveia        |                               |
| 1978 | A Sucessora                    |                        |                               |
| 1979 | Os Foragidos da Violência      |                        |                               |
| 1981 | Pixote                         | Juez                   |                               |
| 1984 | Macho y hembra                 | Vicente                |                               |
| 1985 | La hora Texaco                 |                        |                               |
| 1986 | Un hombre de exito             | Iriarte                |                               |
| 1986 | O Monge ea Filha do Carrasco   | Maestro de la sal      |                               |
| 2001 | Sonhos Tropicais               | General Travassos      |                               |
| 2008 | Fim da Linha                   | Diputado Ernesto Alves | (papel final de la película)  |